# Bayons
Bayons település Franciaországban, Alpes-de-Haute-Provence megyében. Lakosainak száma 202 fő (2022. január 1.). Bayons Authon, Barles, Bellaffaire, Clamensane, Faucon-du-Caire, Saint-Martin-lès-Seyne, Selonnet, Turriers és Valavoire községekkel határos.

## Népesség
A település népességének változása:
| Lakosok száma | 128  | 138  | 194  | 257  | 209  | 183  | 183  | 189  | 193  | 202  |
|               | 1968 | 1982 | 1990 | 2006 | 2013 | 2015 | 2017 | 2019 | 2020 | 2022 |